# Читракету
Читраке́ту (санскр. चित्रकेतु) — сын мудреца Васиштхи и его жены Арундхати. Царь Шурасены в Древней Индии, получивший благословение на рождение сына от мудреца Ангиры; герой в пуранической мифологии индуизма, ставший повелителем Видьядхаров.

## История
Согласно Шримад-Бхагаватам, Читракету обладал красотой, богатством, великодушием, имел много жён, но все они оказались бесплодными; невозможность иметь потомство стало причиной его волнений и недовольства. Приняв однажды в своём дворце мудреца Ангиру, Читракету поведал ему о своем сильном желании иметь наследника. Благодаря благословению мудреца, заранее предупредившего, что ребёнок будет не только причиной радости, но и горя, у царя и его жены Критадьюти рождается сын, которого вскоре убивают ревнивые жёны Читракету.
Желая утешить родителей убитого сына, мудрецы Нарада и Ангира навестили их и дали наставления о цели духовной жизни. Нарада, используя магические силы, позволил погруженным в скорбь царю и домочадцам увидеть душу умершего сына, предложив ему остаться жить с родителями до конца дней в роскоши и удовольствиях. Мальчик ответил мудрецу, что у него было много матерей и отцов в предыдущих жизнях, и попросил уточнить с какими именно родителями он должен будет остаться. Далее Читракету и Критадьюти получают от сына истину: о том, что живое существо появляется на свет в разных видах жизни, меняя физические тела; о сути семейных уз и близких отношений; об иллюзорности радости и несчастья; о неизменном в переменчивом мире.
После того, как царь успокоился от горя, Нарада дал ему молитву, на седьмой день произнесения которой, перед Читракету предстал Бог Санкаршана, пробудивший царя от власти иллюзий, являющихся причиной страданий и неведения своей подлинной природы.
Шримад Бхагаватам, книга 6. Глава 16. «Читракету лицезреет Всевышнего»:
Дитя Мое, поверь, все что окружало тебя, все чему ты радовался и о чём сожалел, было наваждением, и ныне Я явился к тебе, дабы пробудить тебя от этого сна. Властью Своею я открываю тебе глаза на твою и Мою природу. Отныне для тебя не останется ничего непознанного.

## В облике демона
Читракету стал почитаемым среди святых, йогов и мудрецов; приобрёл многие магические знания и сумел остановить старость, сохранив молодую остроту восприятия. Он поселился в долине у подножья Сумеру, где в обществе ангелоподобных женщин наслаждался жизнью многие тысячелетия, воспевая хвалу Всевышнему.
Будучи повелителем Видьядхаров, Читракету упрекнул Шиву и его супругу Парвати за их недостойное поведение, в результате чего был проклят богиней Парвати, и смиренно приняв её проклятие, в следующей жизни родился демоном Вритрасурой, который своим злобным видом поверг в ужас весь мир. Несмотря на то, что Вритрасура появился на свет в роду демонов, он не утратил духовного знания и умения применять его в жизни. Вритрасура был очень могущественным демоном, который едва не убил Индру в битве. Его также изображают в виде змея или дракона. Убийство богом Индрой Вритрасуры считается самым значимым достижением Индры. Во время сражения Вритрасура произносит слова преданности и обращается с молитвами ко Всевышнему, а после смерти на глазах дэвов и демонов его духовная искра возносится в вечную обитель Всевышнего.
Шримад Бхагаватам, книга 6. Глава 11. «Слава демона Вритры»:
Господи Благодетель! Я не желаю царствовать ни на небесах, ни в преисподней, не нужны мне ни почет с уважением, ни тайные знания и силы, и даже освобождение, если ради этого придется забыть Tвои лотосные стопы.

## Другие писания индуизма
В пуранах и итихасах, Читракету (चित्रकेतु):
1. император, долгое время остававшийся бездетным, у которого по благословению мудреца Ангираса рождается сын. Но вскоре ребёнок умирает и его родители, погруженные в печаль, отвозят его к Ангирасу, где случайно появляется Нарада. Ангирас вернул мертвого ребёнка к жизни и попросил его остаться жить с родителями. Мальчик немедленно сказал Ангирасу, что у него было много родителей в его предыдущих жизнях, и попросил просветить его, с кем из этих родителей он будет жить. В результате его ответа мудрецы были сбиты с толку и исчезли после передачи Читракету духовной мудрости. Читракету, на восемь дней погрузившийся в концентрацию ума на Боге, стал вместе со своей женой гандхарвом. Они оба поднялись в небо и, пролетев над горой Кайласа увидели Парвати, сидящую на бедрах Шивы, увидев это Читракету рассмеялся. Разъяренная смехом Парвати прокляла его родиться асуром. Вритрасура, который в прошлой жизни был Читракету, рождается, как асур[20];
2. сын Гаруды;[21]
3. принц Панчала, сражавшийся на стороне Пандавов;[22]
4. сын Шишупалы[23];
5. сын Джамбавати[24]